# Cynanchum leptolepis
Cynanchum leptolepis là một loài thực vật có hoa trong họ La bố ma. Loài này được (Benth.) Domin mô tả khoa học đầu tiên năm 1928.